# Stammham (bei Ingolstadt)
Stammham er en kommune i Landkreis Eichstätt i Regierungsbezirk Oberbayern i den tyske delstat Bayern.

## Geografi
Stammham ligger i Region Ingolstadt. Den består af landsbyerne Appertshofen, Köschinger Forst, Neuhau, Stammham og Westerhofen.